# 鄧榮輔
鄧榮輔（?—?），廣西省桂林府臨桂縣人，清朝政治人物、同進士出身。
光緒二十九年（1903年），参加光緒癸卯科殿試，登進士三甲第36名。同年閏五月，著交吏部掣签分发各省，以知县即用。